# Selo Martani
Selo Martani is een bestuurslaag in het regentschap Sleman van de provincie Jogjakarta, Indonesië. Selo Martani telt 11.472 inwoners (volkstelling 2010).